# 吉奥万·巴蒂斯塔·贝拉索

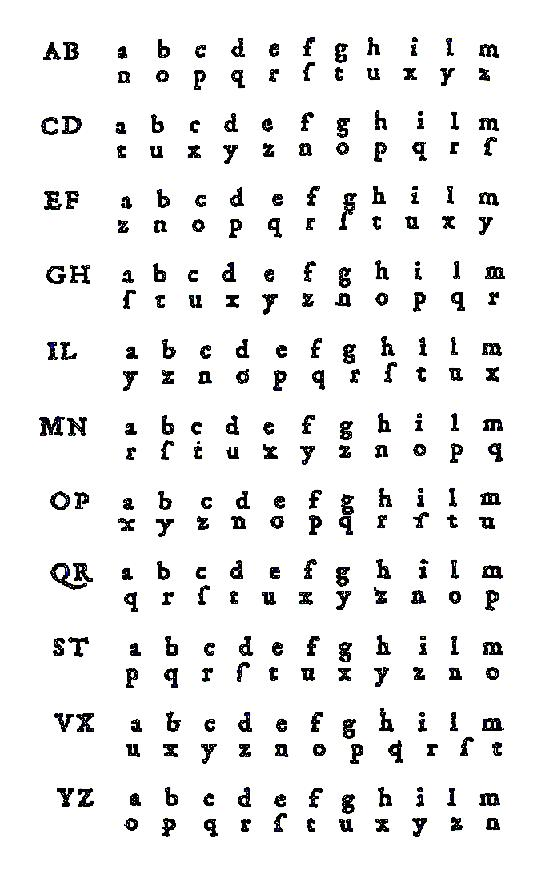
《吉奥万·巴蒂斯塔·贝拉索先生的密码》中的加密表

吉奥万·巴蒂斯塔·贝拉索（義大利語：Giovan Battista Bellaso，1505年—？），意大利密码学家。他的主要著作是于1553年出版的《吉奥万·巴蒂斯塔·贝拉索先生的密码》（La cifra del. Sig. Giovan Battista Bellaso）。在此书中，他提出了一种多表密码，在当时十分先进，但后来被误认为是布莱斯·德·维吉尼亚所发明，因而现在被称为维吉尼亚密码。

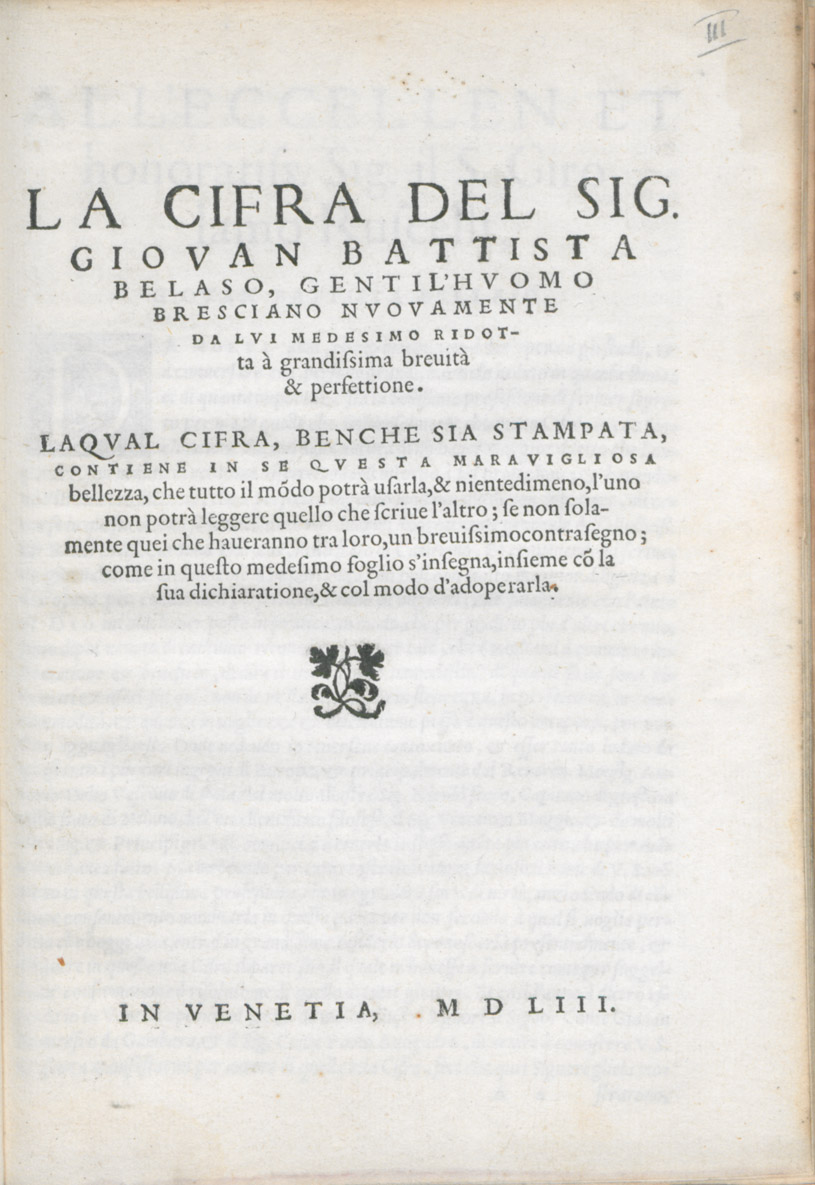
La cifra, 1553